# Jack Wilson (bokser)
George G. „Jackie” Wilson (ur. 17 stycznia 1918 w Spencer, zm. 10 marca 1956 w Cleveland) – amerykański bokser. Srebrny medalista letnich igrzysk olimpijskich  w Berlinie w kategorii koguciej.